# Queensboro Plaza
Queensboro Plaza è una stazione della metropolitana di New York, situata all'incrocio fra le linee BMT Astoria e IRT Flushing. Nel 2015 è stata utilizzata da 3 773 168 passeggeri, risultando la centotrentaseiesima più trafficata della rete.

## Storia
La stazione fu aperta il 5 novembre 1916 come capolinea provvisorio della linea IRT Queensboro, oggi parte della linea IRT Flushing; poco dopo, il 1º febbraio 1917, fu aperta la stazione sulla linea BMT Astoria, all'epoca diramazione della linea Queensboro, situata a nord di quella dell'Interborough Rapid Transit Company.
Il livello superiore della stazione della linea della Brooklyn-Manhattan Transit Corporation fu chiuso nel 1942, in concomitanza con la chiusura della linea IRT Second Avenue, mentre il livello inferiore fu chiuso nel 1949, quando cessò il servizio congiunto della BMT e dell'IRT sulle linee Flushing e Astoria.
Il 17 ottobre 1949, venne completata una ristrutturazione della stazione dal costo di 1.375.000 dollari; questi lavori resero, tra le altre cose, più semplice il passaggio tra la linea Flushing e la linea Astoria, infatti, invece di salire e scendere tra i livelli, ora il trasferimento tra le due linee avveniva presso la stessa banchina. Successivamente, nel 1964, la parte nord della stazione, ormai abbandonata, venne demolita.

## Strutture e impianti
Queensboro Plaza è una stazione di superficie a due livelli con due banchine ad isola, una per ognuno dei due livelli, e quattro binari; i treni diretti verso il Queens fermano al livello superiore, quelli diretti verso Manhattan in quello inferiore. La linea BMT Astoria, che poi attraverso il 60th Street Tunnel si collega con la linea BMT Broadway, utilizza i due binari nord, la linea IRT Flushing utilizza invece i due binari sud.
Il mezzanino si trovo al di sotto del livello più basso ed era in precedenza collegato con le banchine della Brooklyn-Manhattan Transit Corporation, ora demolite. È inoltre prevista, all'estremità sud della stazione, l'installazione di una sala di controllo computerizzata nell'ambito dell'automazione della linea Flushing.
Attualmente, questa è l'unica stazione di tutta la metropolitana di New York ad avere una stessa banchina in cui fermano sia treni della divisione A, ovvero le linee 7 Flushing Local e 7 Flushing Express, sia quelli della divisione B, ovvero le linee N Broadway Express e W Broadway Local.

## Movimento
La stazione è servita dai treni di quattro services della metropolitana di New York:
- Linea 7 Flushing Local, sempre attiva;[6]
- Linea 7 Flushing Express, attiva solo nelle ore di punta nella direzione di massimo afflusso;[6]
- Linea N Broadway Express, sempre attiva;[7]
- Linea W Broadway Local, attiva solo nei giorni feriali esclusa la notte.[8]

## Interscambi
La stazione è servita da diverse autolinee gestite da MTA Bus e NYCT Bus.
- Fermata autobus

## Nella cultura di massa
La stazione di Queensboro Plaza figura in un'importante scena del film L'altra faccia del pianeta delle scimmie. Infatti, quando il protagonista, l'astronauta Brent, entra inconsapevolmente nelle rovine di una fermata della metropolitana, vedendo le parole "Queensboro Plaza" su alcune piastrelle e trovando un annuncio per il New York Summer Festival, si rende conto che lui è davvero sulla Terra e non su un altro pianeta, e che New York è stata distrutta in una guerra nucleare. In realtà, però, Queensboro Plaza è una stazione sopraelevata, non sotterranea, e non possiede piastrelle.
La stazione è anche presente nell'episodio Regalo inconsueto della situation comedy Seinfeld, dove ospita un famoso chiosco di gyros. Ancora una volta la stazione è erroneamente descritta, infatti, è indicata come una stazione sotterranea della linea IRT Lexington Avenue. La stazione appare anche in alcune scene della serie televisiva Ugly Betty e nella sequenza di apertura della seconda stagione della serie The Newsroom.